# Warszawskie Towarzystwo Dobroczynności

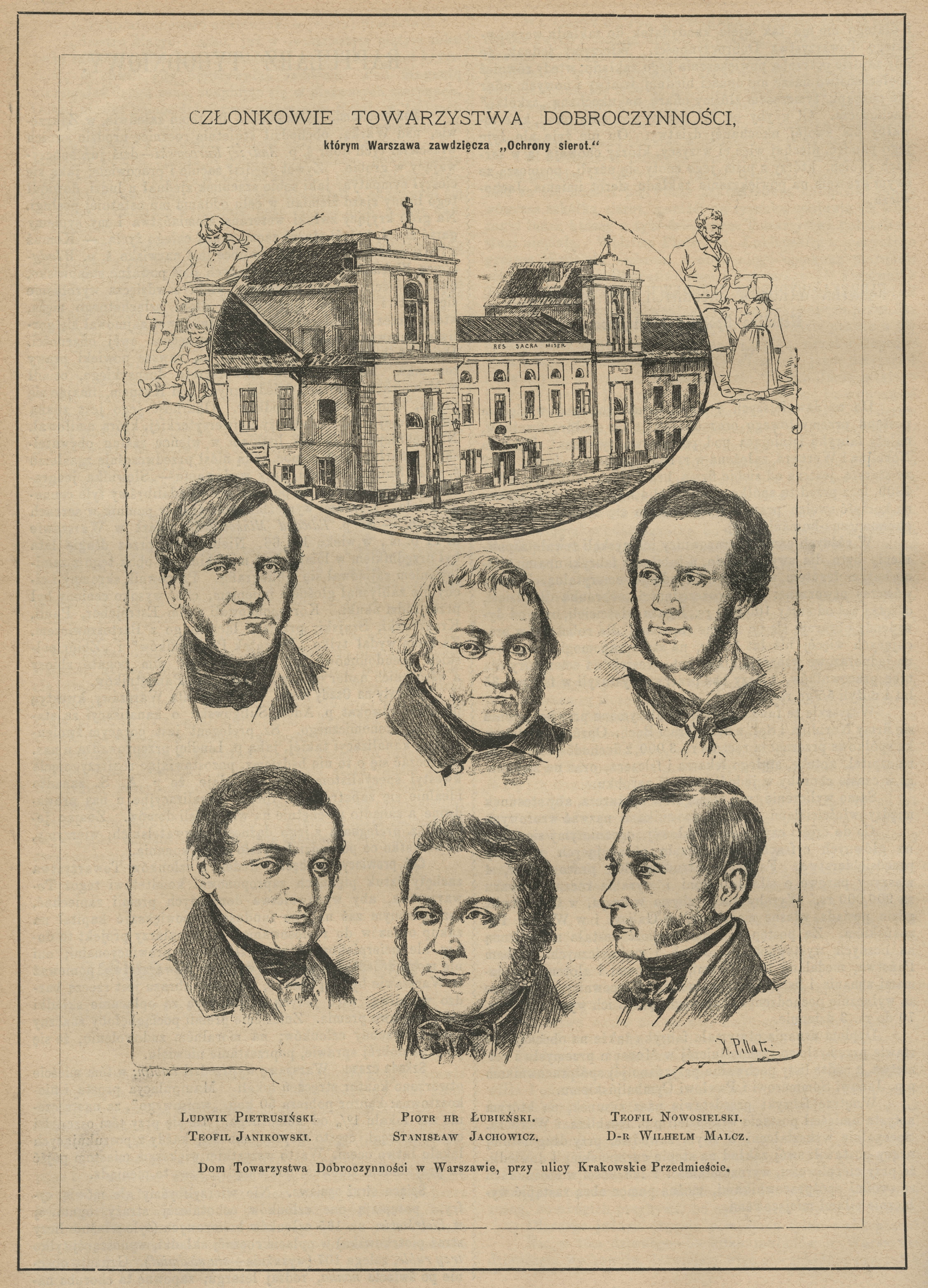
Członkowie Towarzystwa Dobroczynności, którym Warszawa zawdzięcza „Ochrony sierot” – Stanisław Jachowicz; Teofil Janikowski; Piotr Łubieński; Wilhelm Malcz, Teofil Nowosielski; Ludwik Pietrusiński.

Warszawskie Towarzystwo Dobroczynności – założone w 1814 towarzystwo mające za cel budowę przytułków i opiekę medyczną nad ubogimi.

## Opis
Towarzystwo powstało w 1814 z inicjatywy hr. Zofii Zamoyskiej z Czartoryskich. Od 1818 roku należał do niego budynek Res Sacra Miser (łac. nieszczęśliwy jest rzeczą świętą) przy Krakowskim Przedmieściu 62.
W 1842 nastąpiły zmiany w organizacji szpitali warszawskich i ich zarządzaniu w związku z ukazem carskim dotyczącym organizacji Rad Opiekuńczych. W 1854 wydana została ustawa dla szpitali cywilnych w  Królestwie Polskim, przeznaczająca szpitale wyłącznie dla chorych. Opiekę na ubogimi pozostawiono w gestii Towarzystwa Dobroczynności, w tamtym czasie będącego jedyną tego rodzaju instytucją w Warszawie.
Towarzystwo prowadziło dalej dwa przytułki dla ubogich i starców. Jeden w odbudowanym w 1833 r. po związanych z powstaniem listopadowym zniszczeniach domu w Grzybowej Woli, drugi w domu Towarzystwa przy Krakowskim Przedmieściu, gdzie w 1835 r. dobudowano nowe skrzydło wzdłuż ulicy Bednarskiej. Od 1838 r. nowo utworzony wydział ochron Towarzystwa otwierał sukcesywnie ochronki dla ubogich dzieci. W 1842 r. Towarzystwo założyło dwa domy sierot. Pierwszy, dla chłopców, znajdował się przy Nowym Świecie (w miejscu gdzie obecnie znajduje się Centrum Bankowo-Finansowe). Kierował nim znany autor wierszy dla dzieci Stanisław Jachowicz. Drugi, dla dziewczynek, ulokowano przy domu dla starców na Krakowskim Przedmieściu.
Towarzystwo działało do wybuchu II wojny światowej. Odnowiło działalność w 1983.

## Galeria

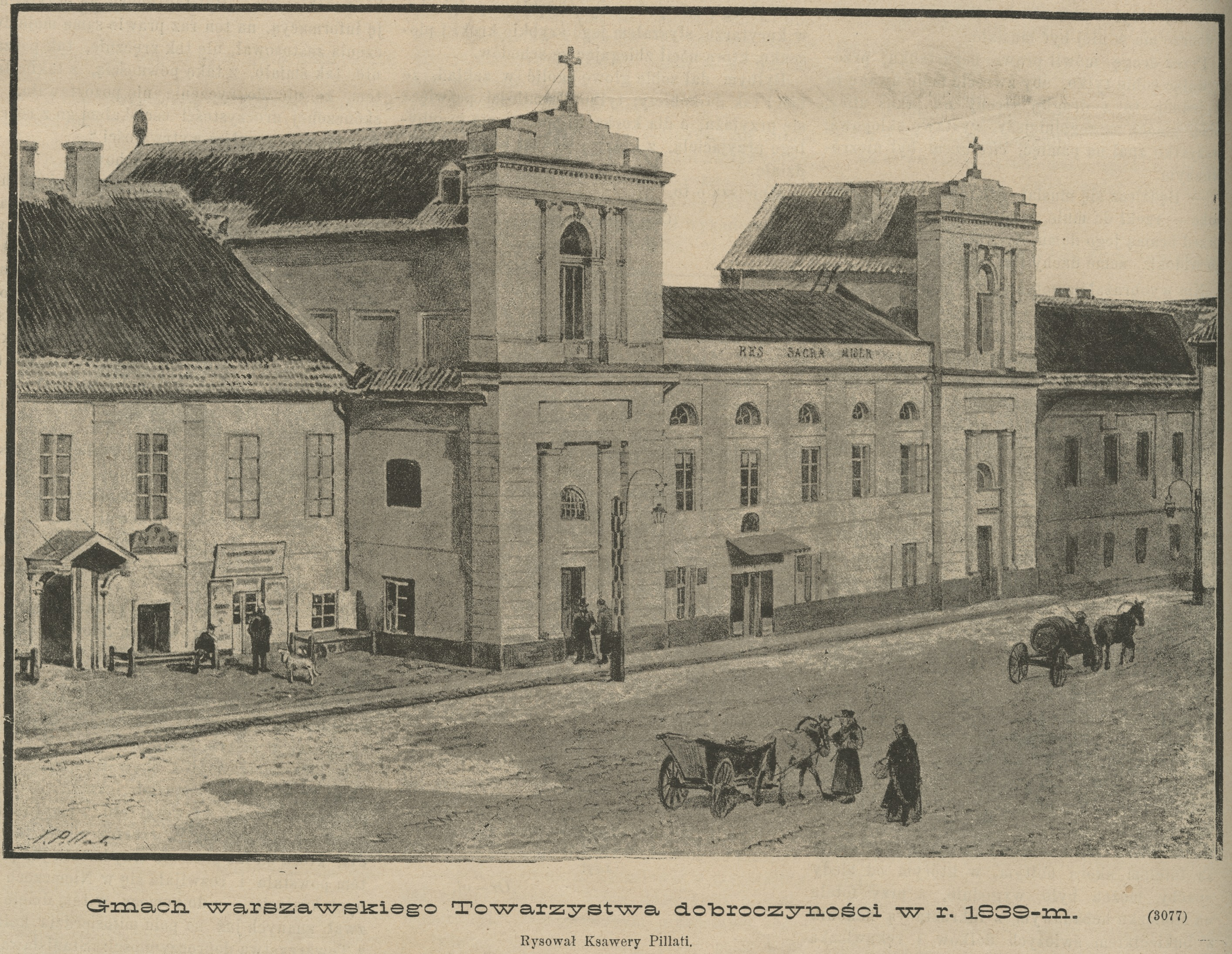
Gmach Towarzystwa w 1839
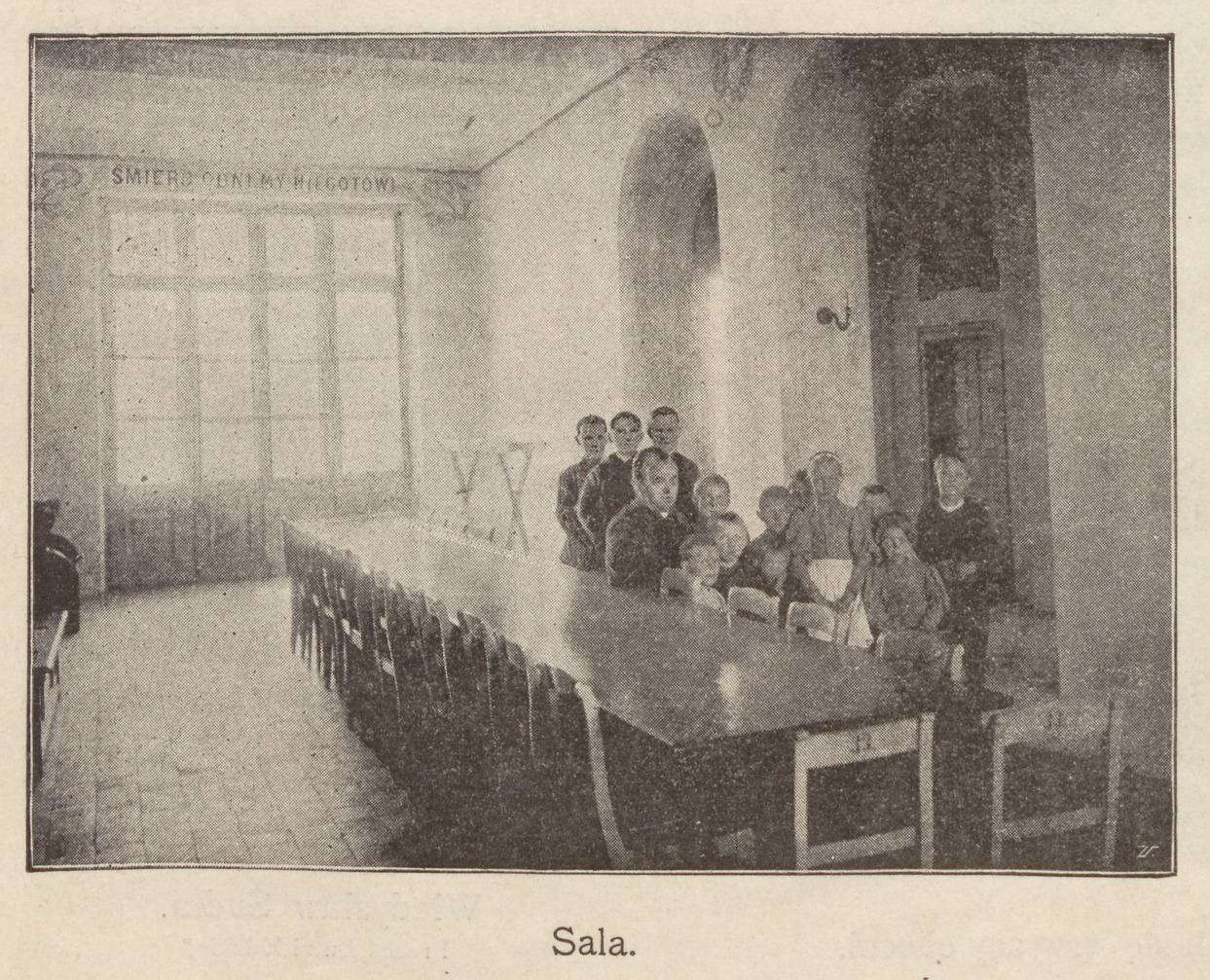
Wnętrze „ochrony sierot” na ulicy Tarczyńskiej
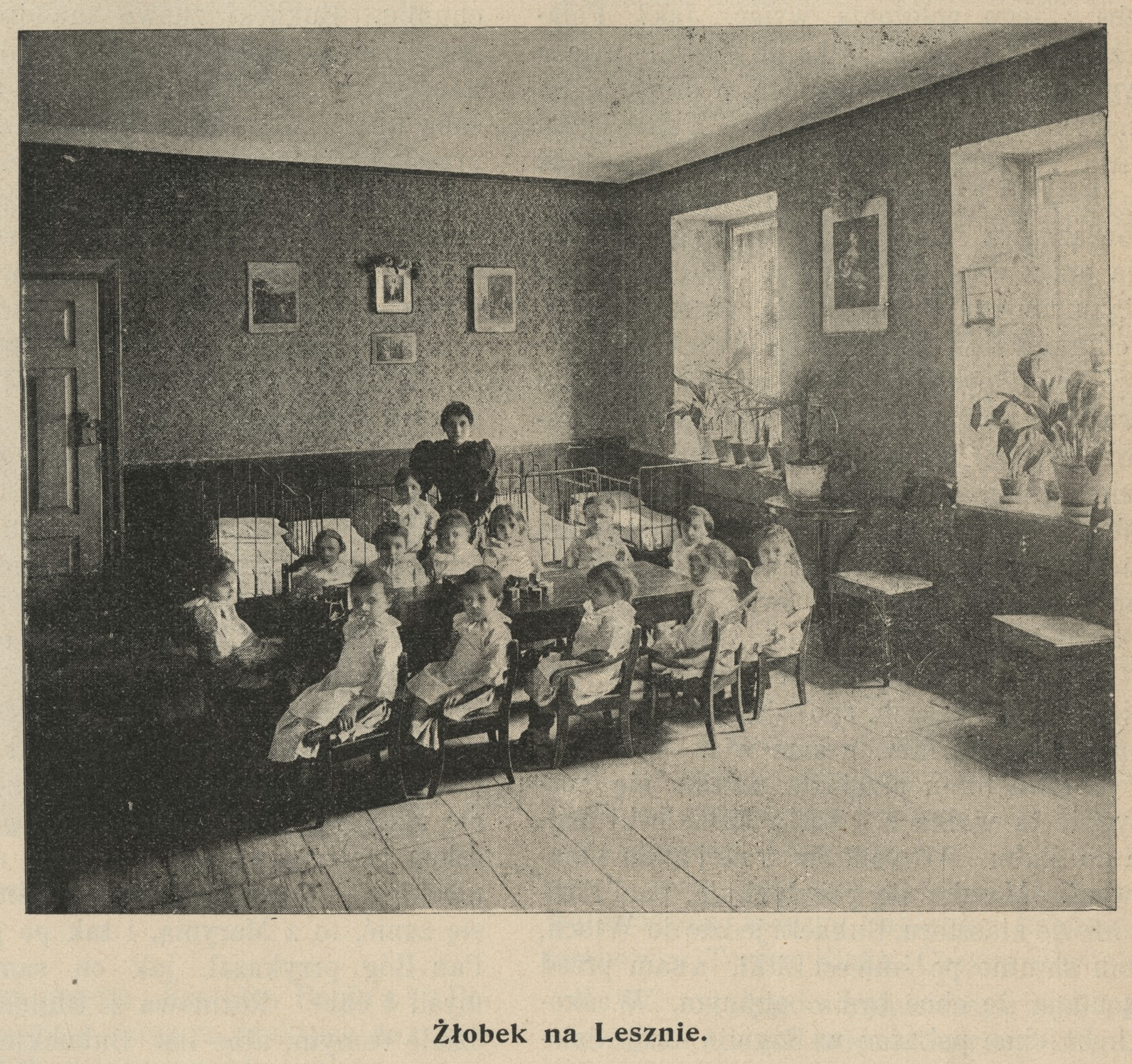
Żłobek Warszawskiego Towarzystwa Dobroczynności
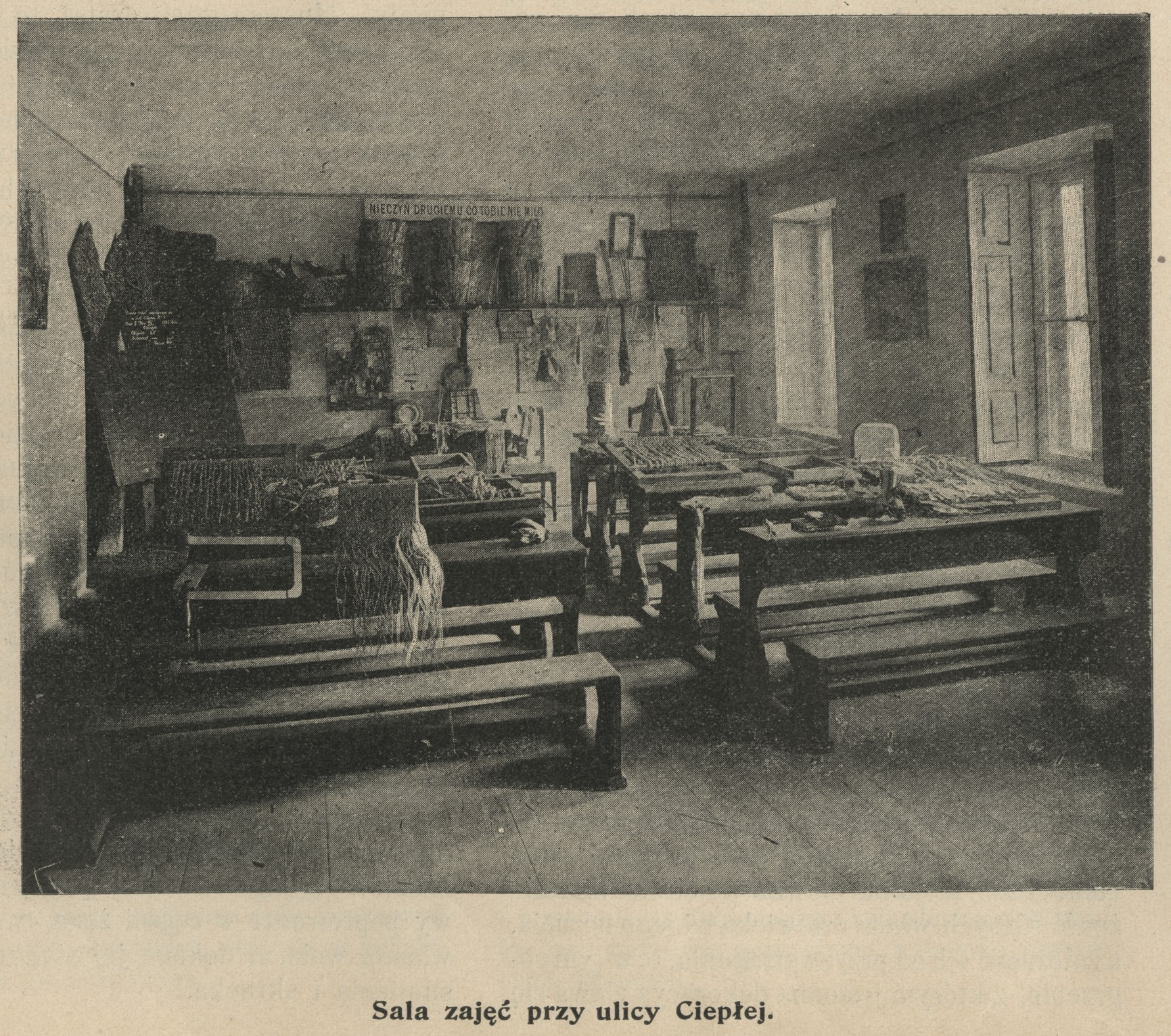
Sala zajęć przy ulicy Ciepłej